# Сігеко Кагава
Сігеко Кагава (яп. 賀川滋子; нар. 28 травня 1911) — японська Акушер-гінеколог та довгожителька, чий вік було підтверджено Групою геронтологічних досліджень (GRG) та Групою LongeviQuest (LQ). 29 липня 2025 року після смерті Мієко Хіроясу стала найстарішою живою людиною в Японії та Азії. Вона є 7-ю найстарішою живою людиною у світі. Її вік становить 114 років, 74 дні.

## Біографія
Сігеко Кагава народилася 28 травня 1911 року, в родині лікарів. В молодості стала лікарем і працювала в Осакський лікарні (нині Кансайський медичний університет) під час Тихоокеанської війни. Навіть у похилому віці вона зберігала спогади про пожежу, що охопила місто після авіанальотів, і миттєву загибель багатьох людей.
Після війни вона очолила сімейну клініку, в якій працював її дядько, акушер-гінеколог, проте він помер у віці 93 років, продовжував займатися медициною навіть після того, як йому виповнилося 80 років. Сігеко зробила значний внесок у місцеву охорону здоров'я, працюючи акушером-гінекологом.
У віці 109 років Кагава стала одним із найстарших факелоносців в історії Олімпіади під час естафети вогню Токіо-2021.
У віці 113 років вона тричі на тиждень практикувала каліграфію та грала у головоломки. Вона любить щоранку читати газету і їсти шоколад.
Сігеко Кагава проживає в Ямато-Коріямі, префектура Нара, Японія, у віці 114 років, 74 дні, де вона є найстарішою живою людиною в своєму місті та країні.

## Рекорди довгожителя
- 29 липня 2025 року після смерті Мієко Хіроясу, стала найстарішою живою людиною в Японії та Азії та 7-ю найстарішою живою у світі[11].